# Томмі Вестлунд
Томмі Вестлунд (швед. Tommy Westlund, нар. 29 грудня 1974, Форс) — шведський хокеїст, що грав на позиції крайнього нападника.

## Ігрова кар'єра
Професійну хокейну кар'єру розпочав 1995 року.
1998 року був обраний на драфті НХЛ під 93-м загальним номером командою «Кароліна Гаррікейнс».
Протягом професійної клубної ігрової кар'єри, що тривала 10 років, захищав кольори команд «Брюнес», «Кароліна Гаррікейнс» та «Лександ».
Всього провів 203 матчі в НХЛ.